# Río Chanchas
Der Río Chanchas ist ein 18 km langer linker Nebenfluss des Río Mantaro in der Provinz Huancayo in Zentral-Peru. Die Gesamtlänge einschließlich dem Quellfluss Quebrada Pacchac beträgt 28 km.

## Flusslauf
Der Río Chanchas entsteht am Zusammenfluss von Quebrada Pacchac (rechts) und Quebrada Pucará (links), 2 km östlich des Distriktsverwaltungszentrum Pucará. Der Río Chanchas fließt vom Westrand der peruanischen Zentralkordillere in nordnordwestlicher Richtung durch das flache obere Flusstal des Río Mantaro. Er passiert dabei die Orte Pucará, Huayllaspanca und Huamanmarca. Auf den letzten Kilometern fließt er zwischen den Kleinstädten Sapallanga und Huancán in westliche Richtung und mündet schließlich in den Río Mantaro. 2 Kilometer oberhalb der Mündung kreuzt die Nationalstraße 3S sowie eine Bahnlinie den Flusslauf.

## Einzugsgebiet
Der Río Chanchas entwässert ein Areal von 236 km². Das Einzugsgebiet erstreckt sich über die Distrikte Pucará, Sapallanga, Huancán und Huayucachi. Es grenzt im Norden an das des Río Shullcas, im Nordosten an das des Río Matibamba, im Osten an das des Río Huanchuy sowie im Süden an das des abstrom gelegenen Río Mantaro.